# Mỏ Cày Bắc
Mỏ Cày Bắc là một huyện cũ thuộc tỉnh Bến Tre cũ, Việt Nam.

## Địa lý
Huyện Mỏ Cày Bắc nằm ở phía tây của tỉnh Bến Tre, có địa giới hành chính:
- Phía đông giáp thành phố Bến Tre và huyện Giồng Trôm
- Phía tây giáp huyện Chợ Lách và huyện Vũng Liêm, tỉnh Vĩnh Long
- Phía nam giáp huyện Mỏ Cày Nam
- Phía bắc giáp huyện Châu Thành.

Huyện có diện tích 158,35 km², dân số là 138.570 người, mật độ dân số đạt 875 người/km².

## Lịch sử
Trước năm 2008, huyện Mỏ Cày Bắc ngày nay thuộc địa bàn huyện Mỏ Cày và một phần nhỏ của huyện Chợ Lách.
Ngày 9 tháng 2 năm 2009, Chính phủ ban hành Nghị định số 08/NĐ-CP. Theo đó, thành lập huyện Mỏ Cày Bắc trên cơ sở tách 11 xã: Thanh Tân, Thạnh Ngãi, Tân Phú Tây, Tân Thành Bình, Thành An, Phước Mỹ Trung, Tân Thanh Tây, Tân Bình, Nhuận Phú Tân, Hòa Lộc, Khánh Thạnh Tân thuộc huyện Mỏ Cày và 2 xã: Hưng Khánh Trung A, Phú Mỹ thuộc huyện Chợ Lách.
Sau khi thành lập, huyện Mỏ Cày Bắc 15.463,78 ha diện tích tự nhiên, dân số là 124.377 người với 13 đơn vị hành chính cấp xã trực thuộc, gồm các xã: Hưng Khánh Trung A, Thanh Tân, Thạnh Ngãi, Tân Phú Tây, Tân Thành Bình, Thành An, Phú Mỹ, Phước Mỹ Trung (trung tâm huyện), Tân Thanh Tây, Tân Bình, Nhuận Phú Tân, Hòa Lộc và Khánh Thạnh Tân.
Ngày 10 tháng 4 năm 2023, chuyển xã Phước Mỹ Trung thành thị trấn Phước Mỹ Trung, thị trấn huyện lỵ huyện Mỏ Cày Bắc.
Từ đó, huyện Mỏ Cày Bắc có 1 thị trấn và 12 xã như hiện nay.

## Hành chính

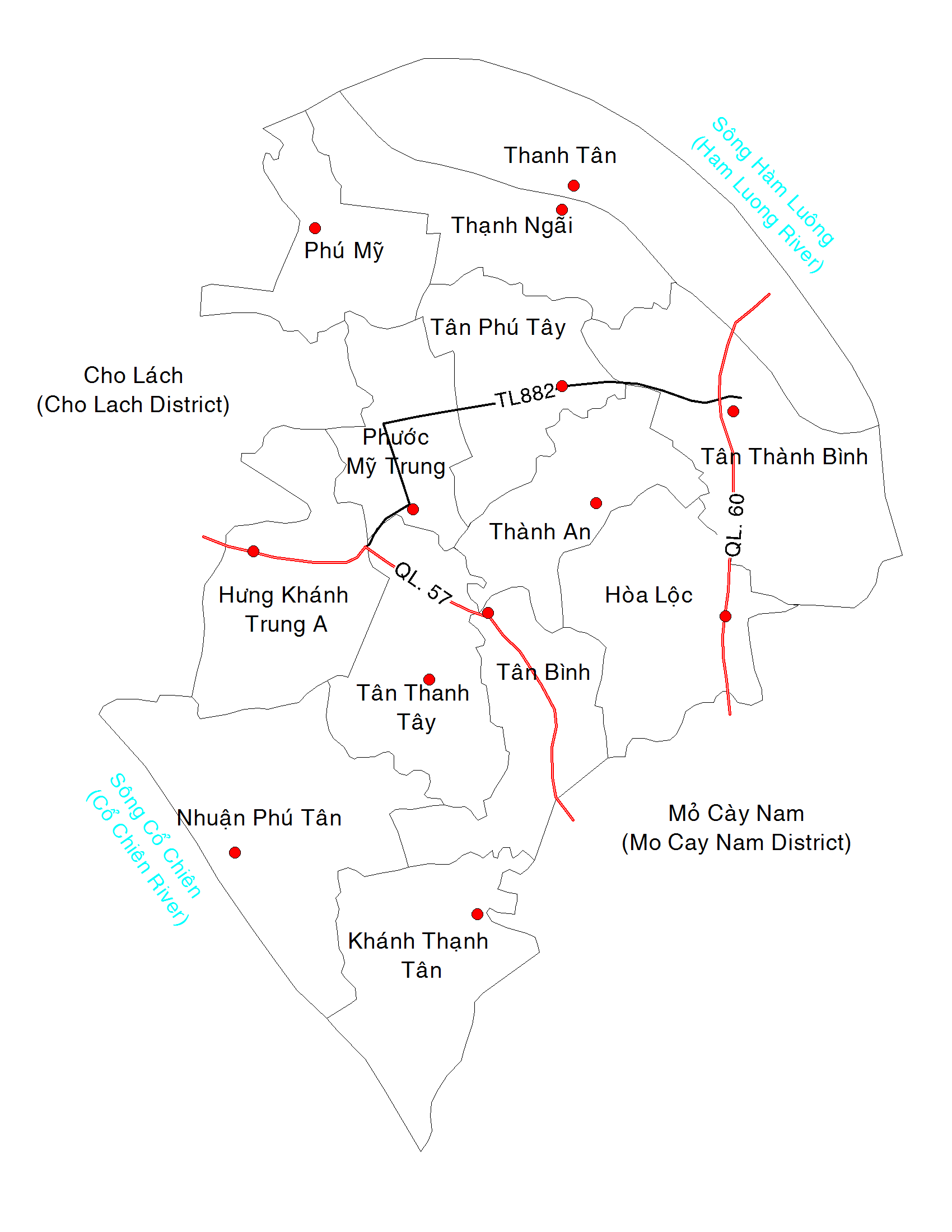
Bản đồ hành chính huyện Mỏ Cày Bắc

Huyện Mỏ Cày Bắc có 13 đơn vị hành chính cấp xã trực thuộc, gồm thị trấn Phước Mỹ Trung (huyện lỵ) và 12 xã: Hòa Lộc, Hưng Khánh Trung A, Khánh Thạnh Tân, Nhuận Phú Tân, Phú Mỹ, Tân Bình, Tân Phú Tây, Tân Thành Bình, Tân Thanh Tây, Thành An, Thạnh Ngãi, Thanh Tân.